# Ригланд
Ригланд (њем. Rügland) општина је у њемачкој савезној држави Баварска. Једно је од 58 општинских средишта округа Ансбах. Према процјени из 2010. у општини је живјело 1.273 становника. Посједује регионалну шифру (AGS) 9571194.

## Географски и демографски подаци
Ригланд се налази у савезној држави Баварска у округу Ансбах. Општина се налази на надморској висини од 388 метара. Површина општине износи 20,9 km². У самом мјесту је, према процјени из 2010. године, живјело 1.273 становника. Просјечна густина становништва износи 61 становника/km².